# Новоалексіївська (Краснодарський край)
Новоалексіївська (рос. Новоалексеевская) — станиця в Курганинському районі Краснодарського краю. Центр Новоалексіївського сільського поселення.
Населення — 3,5 тис. мешканців (2002).
Станиця розташована на берегах річки Синюха (сточище Лаби), у степовій зоні, за 27 км на південний схід від міста Курганинськ (дорогою 42 км).